# Vandenboschia maxima
Vandenboschia maxima är en hinnbräkenväxtart som först beskrevs av Bl., och fick sitt nu gällande namn av Edwin Bingham Copeland. Vandenboschia maxima ingår i släktet Vandenboschia och familjen Hymenophyllaceae. Inga underarter finns listade.